# 太子町 (大阪府)
太子町（日语：／ Taishi chō */?）是位於日本大阪府東南部的行政區劃。名稱「太子」源自6世紀的聖徳太子，聖徳太子的墓所即位於境內的叡福寺北古墳。

## 歷史
本地在令制國時代屬於河內國石川郡，西元七世紀時，連結大和國和河內國的幹線道路竹內街道通過境內，被認為是當時負擔物資輸送、文化傳達的重要幹線道路，許多當時天皇的陵墓都位於此，包括应神天皇陵、仁德天皇陵、推古天皇陵、聖德太子陵。也由於聖徳太子之緣故，此地過去即以「太子」為地名，江戶時代為幕府的直轄領或旗本領地，19世紀末明治維新後曾先後隸屬大坂裁判所司農局、大阪府司農局、大阪府南司農局、河內縣、堺縣、五條縣，在1872年第一次府縣整併中又改隸屬堺縣，直到1881年又隨著堺縣被併入大阪府。
1889年日本實施町村制，現在的太子町轄區在當時分屬磯長村和山田村兩個行政區劃，這兩個村在1956年合併為現在的太子町。

### 變遷表
| 磯長村 | 磯長村 | 磯長村 | 磯長村 | 1956年9月30日 太子町 | 1956年9月30日 太子町 | 1956年9月30日 太子町 | 1956年9月30日 太子町 | 1956年9月30日 太子町 | 1956年9月30日 太子町 |
| 山田村 |        |        |        | 1956年9月30日 太子町 | 1956年9月30日 太子町 | 1956年9月30日 太子町 | 1956年9月30日 太子町 | 1956年9月30日 太子町 | 1956年9月30日 太子町 |

## 交通
町內交通主要仰賴金剛自動車的客運，雖然近畿日本鐵道南大阪線從轄區北側通過，但在轄內並未設有車站，距離轄區最近的車站是位於北側羽曳野市的上之太子車站和位於西側富田林市屬於近畿日本鐵道長野線的喜志車站。

## 姊妹、友好城市

### 日本
- 太子町（兵庫縣）
- 斑鳩町（奈良縣）
三地都是聖德太子因緣之地，於1997年9月11日締結為友好都市

## 外部連結
- （日語） 太子町觀光、發展協會（页面存档备份，存于）